# Arkansas State University System
Das Arkansas State University System ist ein Verbund staatlicher Universitäten im US-Bundesstaat Arkansas. An den verschiedenen Standorten sind insgesamt 16.497 Studenten eingeschrieben.

## Universitäten
- Arkansas State University – Hauptcampus in Jonesboro
- Arkansas State University – Beebe
- Arkansas State University – Mountain Home
- Arkansas State University – Newport